# Lijst van koffiemerken
Dit is een (incomplete) lijst van koffiemerken van over de hele wereld die een eigen pagina hebben. De verkrijgbaarheid verwijst naar verkrijgbaar zijn in het land van herkomst.
| Merk                  | Brander                                | Land             | Verkrijgbaar |
| --------------------- | -------------------------------------- | ---------------- | ------------ |
| Beukenhorst Koffie    |                                        | Nederland        |              |
| Blanche Dael          | Blanche Dael                           | Nederland        | ja           |
| Boasi                 |                                        | Italië           | ja           |
| Caffè Kimbo           | Cafè do Brasil                         | Italië           | ja           |
| Douwe Egberts         |                                        | Nederland        | ja           |
| Folgers               | Procter & Gamble                       | Verenigde Staten | ja           |
| Fort                  | Beyers                                 | België           | ja           |
| Hesselink Koffie      | Koffie Branderij Hesselink Winterswijk | Nederland        | ja           |
| Illy                  |                                        | Italië           | ja           |
| Kanis & Gunnink       | Jacobs Douwe Egberts Peet's            | Nederland        | ja           |
| Koffiebranderij Peeze | Koffiebranderij Peeze                  | Nederland        | ja           |
| Lavazza               |                                        | Italië           | ja           |
| Miko                  |                                        | België           | ja           |
| Nescafé               | Nestlé                                 | Zwitserland      | ja           |
| Nestlé                | Nestlé                                 | Zwitserland      | ja           |
| Rombouts              |                                        | België           | ja           |
| Starbucks             |                                        | Verenigde Staten | ja           |
| Tobler                |                                        | Italië           | ja           |
| Van Nelle             | Sara Lee                               | Nederland        | ja           |

† niet meer marktactief